# Karel Boromejský Kašpar
Karel Boromejský Kašpar (Mirošov, 16 maggio 1870 – Praga, 21 aprile 1941) è stato un cardinale e arcivescovo cattolico ceco.

## Biografia
Nacque a Mirošov, nel distretto di Jihlava, il 16 maggio 1870. Studiò dapprima nel seminario di Plzeň e successivamente a Roma, ove il 25 febbraio 1893 fu ordinato sacerdote. Dopo ulteriori studi fu nominato canonico del capitolo della cattedrale di Praga. L'11 aprile 1920 fu consacrato vescovo titolare di Betsaida ed ausiliare di Hradec Králové. Il 13 giugno 1921 divenne vescovo di Hradec Králové ed il 22 ottobre 1931 arcivescovo di Praga.
Papa Pio XI lo elevò al rango di cardinale presbitero nel concistoro del 16 dicembre 1935. Il successivo 19 dicembre gli assegnò il titolo dei Santi Vitale, Valeria, Gervasio e Protasio.
Mel 1939 partecipò al conclave che elesse papa Pio XII.
Morì il 21 aprile 1941 all'età di 70 anni.

## Genealogia episcopale e successione apostolica
La genealogia episcopale è:
- Cardinale Scipione Rebiba
- Cardinale Giulio Antonio Santori
- Cardinale Girolamo Bernerio, O.P.
- Arcivescovo Galeazzo Sanvitale
- Cardinale Ludovico Ludovisi
- Cardinale Luigi Caetani
- Cardinale Ulderico Carpegna
- Cardinale Paluzzo Paluzzi Altieri degli Albertoni
- Papa Benedetto XIII
- Papa Benedetto XIV
- Cardinale Enrico Enriquez
- Arcivescovo Manuel Quintano Bonifaz
- Cardinale Buenaventura Córdoba Espinosa de la Cerda
- Cardinale Giuseppe Maria Doria Pamphilj
- Papa Pio VIII
- Papa Pio IX
- Cardinale Gustav Adolf von Hohenlohe-Schillingsfürst
- Arcivescovo Salvatore Magnasco
- Cardinale Gaetano Alimonda
- Cardinale Teodoro Valfrè di Bonzo
- Arcivescovo František Kordač
- Cardinale Karel Boromejský Kašpar

La successione apostolica è:
- Vescovo Mořic Pícha (1931)
- Arcivescovo Antonin Alois Weber (1931)
- Vescovo Antonín Eltschkner (1933)
- Vescovo Frantisek Zapletal (1933)